# Бурата

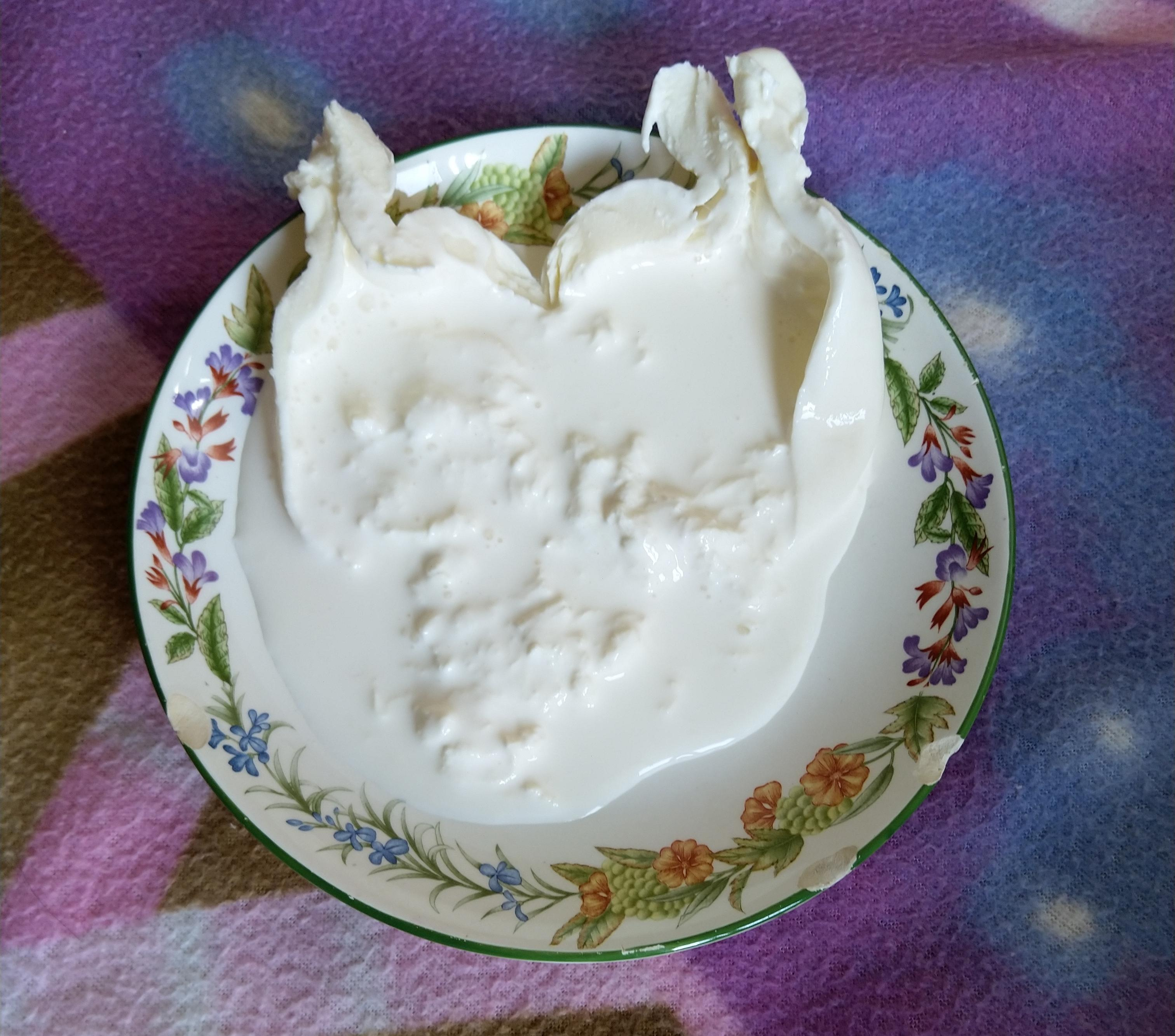
Розрізана бурата

Бурата (італ. burrata) — італійський м'який сир з буйволячого або коров'ячого молока та вершків. Назва походить від слова італ. «burro» — вершкове масло. Сир виробляють у регіонах Апулія, Кампанія, Базиліката.

## Історія
Сир з'явився на початку ХХ сторіччя у місті Андрія (регіон Апулія). Для його виробництва використовували залишки від виробництва сирів категорії «італ. Pasta Filata» у які загортали вершки. До 1950-х років сир не був широко розповсюджений, але потім почав завойовувати ринок. Великої популярності сир бурата набув у США, особливо на Східному узбережжі, де проживає велика діаспора італоамериканців.

## Технологія виробництва
Сир виробляють вручну кваліфіковані майстри. Використовується молоко корів або буйволиць. Молоко згортають сичужним ферментом, після цього згусток занурюють у гарячу підсолену воду або сироватку. Після цього масу витягують способом, характерним для виробництва сирів категорії італ. «Pasta Filata». Після цього формують мішечки, які заповнюють вершками та шматочками моцарели. Готову бурату загортають у листя трави. Одна порція сиру має зазвичай вагу від 250 до 500 г, але вага може варіюватись від 100 г до 1 кг.
Оригінальний сир «Буррата ді Андрія» (італ. Burrata di Andria) зареєстровано як захищене географічним зазначенням (PGI) в ЄС і Великій Британії, тому всі процеси виробництва сиру від обробки сировини і до закінченого продукту повинні відбуватись у визначених географічних зонах Апулії.

## Характеристика сиру
Бурата має м'який, вершково-молочний, свіжий смак. Колір сиру білий, начинка кремоподібної консистенції.

## Вживання
Бурату вживають свіжою, протягом 24–48 годин після виробництва. Сир повинен мати кімнатну температуру, перед вживанням може додаватись сіль та перець за смаком. Бурату вживають як самостійну страву, з хлібом або овочами, так і у складі салатів. Також використовують у якості топінгу для піци.